# Гесселиус, Густав
Густав Гесселиус (англ. Gustavus Hesselius, швед. Gustaf Hesselius, 1682, Фолкярна, Даларна, Швеция — 25 мая 1755, Филадельфия, США) — шведский и американский художник.

## Жизнь и творчество
Г. Гесселиус родился в небольшом селении в центральной Швеции, в семье священника местной церкви Андреаса Олай Геселиуса (1644—1700) и его супруги, Марии Бергии (ок. 1658—1717). Мать Густава была сестрой известного шведского богослова и церковного деятеля, епископа Яспера Сведберга(1653—1735). Гесселиус изучал искусство на родине, в Швеции, а затем в Англии. В 1711 году он, вместе со своим старшим братом Андреасом Гесселиусом (1677—1733), переезжает в городок Уилмингтон, ныне штат Делавэр, в Новой Англии. Андреас получает место священника в лютеранской церкви Святой Троицы в Форт-Кристина, для шведских переселенцев.
Густав Гесселиус остаётся в Делавэре до 1717 года, затем переселяется в Филадельфию, а в 1721 году — в графство Принц-Георг, в Мэриленде, и начинает здесь работать как живописец. В том же году он получает свой первый крупный заказ: пишет полотно «Тайная вечеря» (октябрь 1721 года, церковь Сент-Барнабас, Нижний Мальборо, Иэриленд), а затем и «Распятие Христово». В Мэриленде художник находит себе супругу, ей становится Лидия Гетчи (1684—1755), здесь также рождается его сын Джон Гесселиус (1728—1778), также ставший живописцем. В 1735 году Густав переезжает в Филадельфию, здесь он живёт до своей кончины в 1755 году.
Художник известен также как мастер по изготовлению орга́нов. Первый инструмент его изготовления в 1746 году был предназначался для церкви моравских братьев в Вифлееме, штат Пенсильвания. Затем работал над конструированием этих музыкальных инструментов совместно с Иоганнесом Клеммом (1690—1762). Был членом церковного совета «Старой Шведской» церкви (Gloria Dei Church) в Филадельфии.
Густав Гесселиус считается первым профессиональным художником-портретистом Новой Англии. Среди его работ наиболее известен портрет Лаппавинсоя, вождя племени леннапов-делаваров, созданный с симпатией к предводителю индейцев и подлинным реализмом.

## Галерея

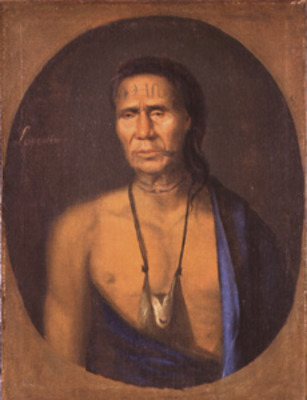
Портрет вождя племени делаваров Лаппавинсоя
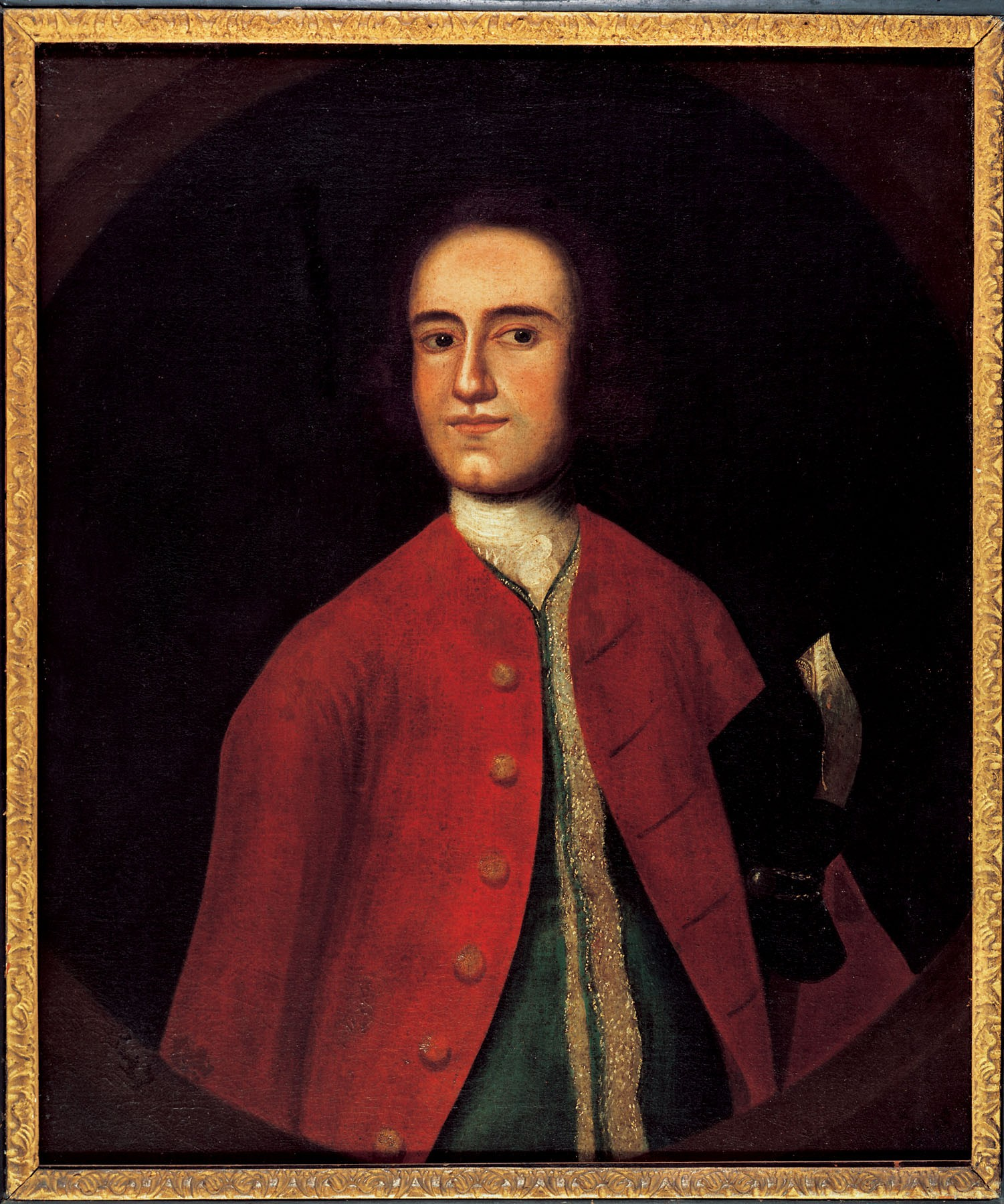
Портрет Лоуренса Вашингтона
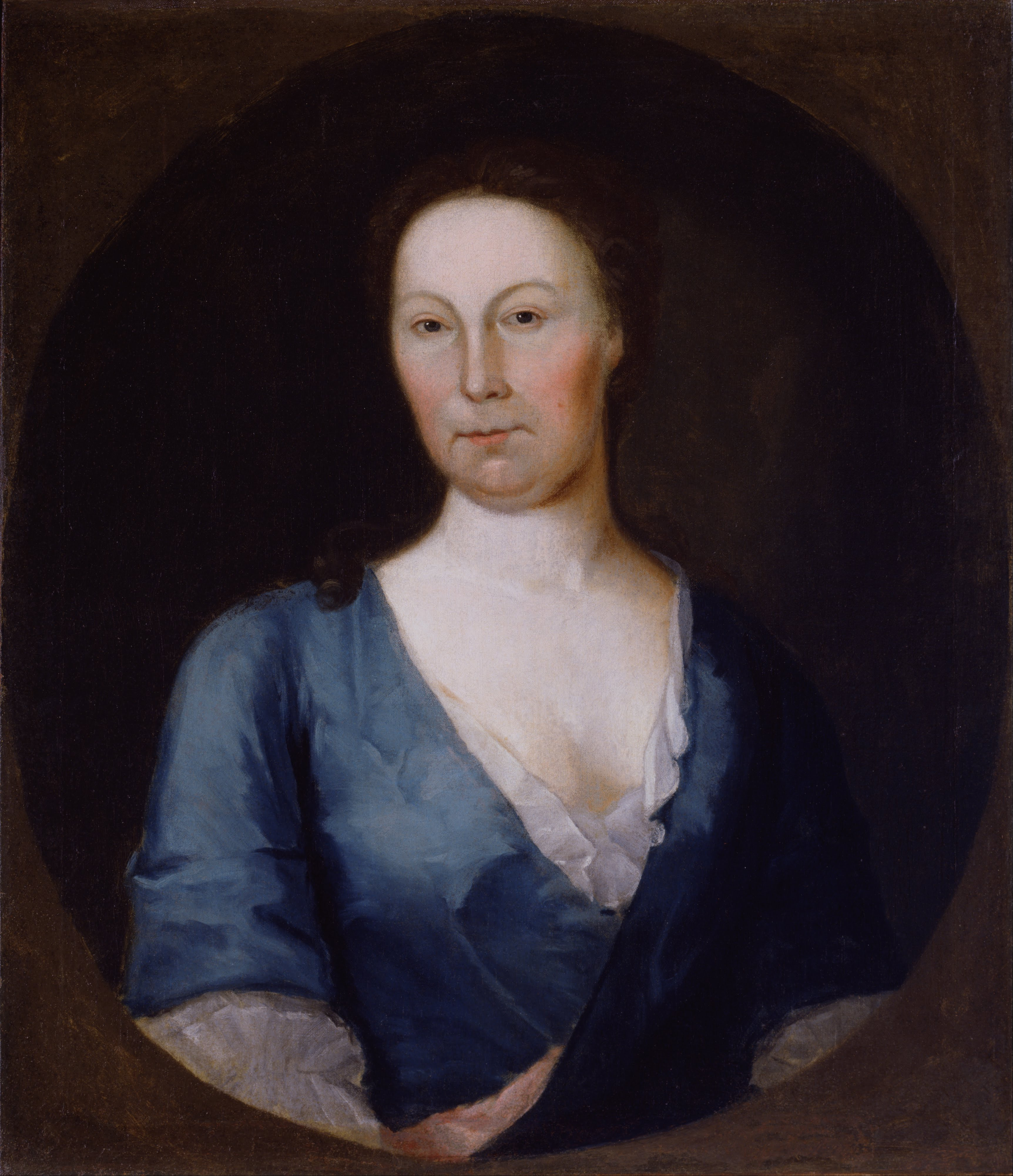
Портрет миссис Браун
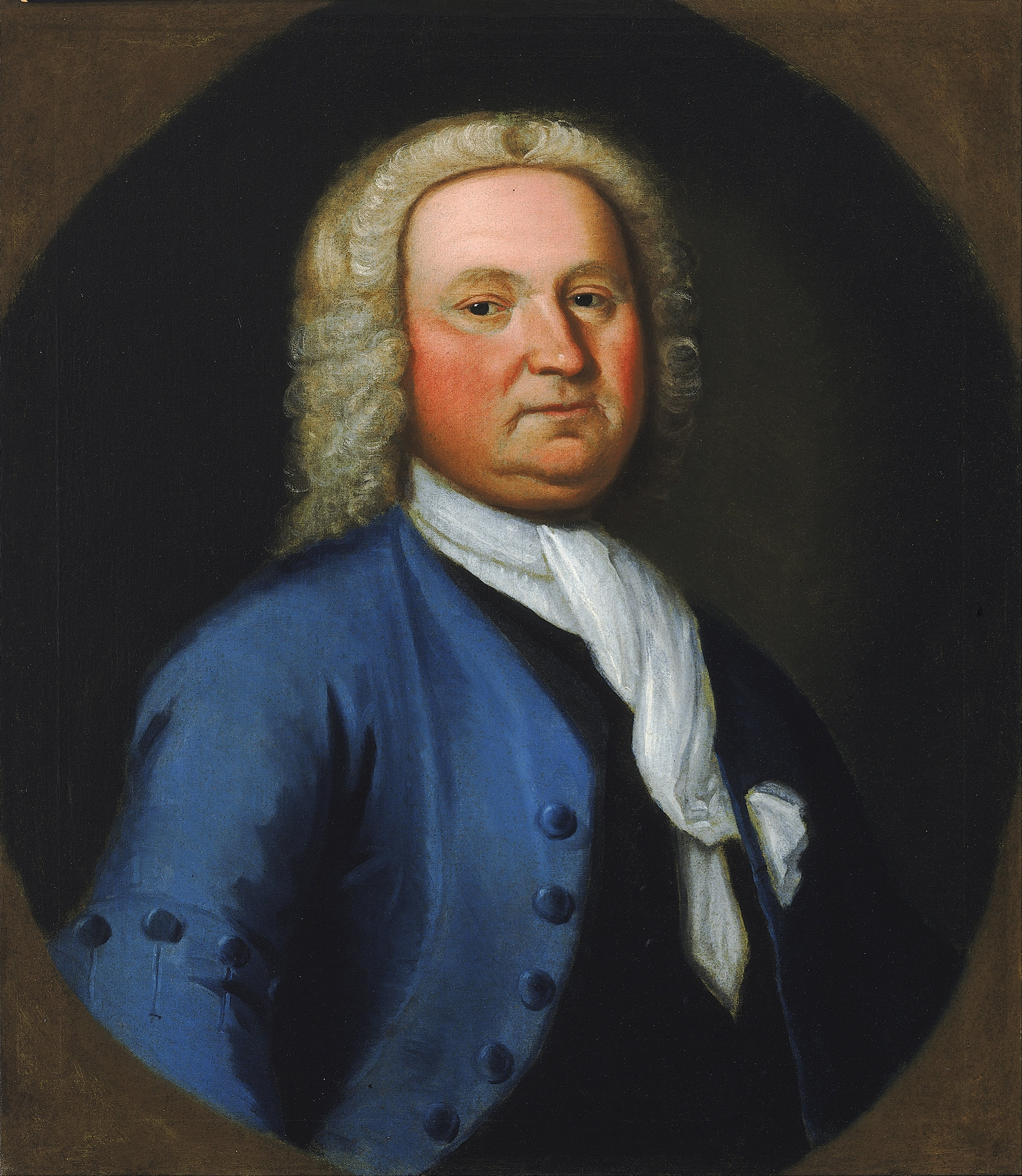
Портрет доктора Густава Брауна
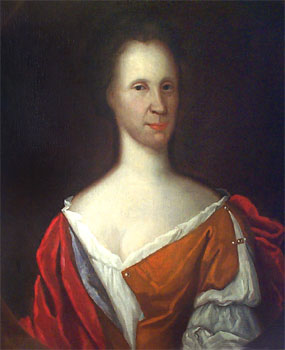
Портрет Мэри Дарнелл Кэрролл.